# Sweet Virginia
Sweet Virginia è un brano del gruppo rock britannico The Rolling Stones contenuto nell'album del 1972 Exile on Main St. Inoltre la canzone è stata pubblicata come lato B del singolo Rocks Off.

## Il brano
Brano dall'atmosfera molto country dal ritornello corale ed orecchiabile, la cui stesura risale alle sessioni per l'album Sticky Fingers. La canzone include un assolo di armonica opera di Jagger, e un assolo di sax suonato da Bobby Keys. Charlie Watts scandisce alla batteria un ritmo country shuffle. Una versione alternativa di Sweet Virginia, senza il controcanto delle coriste, è circolata in numerosi bootleg.

### Registrazione
La canzone venne registrata nel 1970 presso gli Olympic Studios di Londra, con sovraincisioni vocali aggiunte nel 1972 ai Sunset Sound Studios. Scritta da Mick Jagger e Keith Richards, la traccia vede un assolo di armonica da parte di Jagger, e uno di sassofono opera di Bobby Keys. Charlie Watts suona un ritmo country alla batteria.

### Controversie legali
Dopo la pubblicazione di Exile on Main St., Allen Klein fece causa ai Rolling Stones perché Sweet Virginia e altre quattro canzoni sull'album erano state composte quando Jagger e Richards erano ancora sotto contratto con la sua compagnia, la ABKCO Records. Di conseguenza, la ABKCO acquisì i diritti di pubblicazione di questi brani, e anche una percentuale delle royalties di Exile on Main St., e fu così in grado di pubblicare un altro album di canzoni dei Rolling Stones, la compilation More Hot Rocks (Big Hits & Fazed Cookies).

## Cover
Sweet Virginia è stata reinterpretata dalla band Phish e dagli Old Crow Medicine Show in concerto.

## Formazione
- Mick Jagger - voce, armonica
- Keith Richards - chitarra acustica, cori
- Mick Taylor - chitarra acustica
- Bill Wyman - basso
- Charlie Watts - batteria
- Ian Stewart - piano
- Bobby Keys - sax tenore
- Clydie King, Venetta Fields, Dr. John, Shirley Goodman, Tami Lynn - cori